# 岡山県道192号服部停車場線
岡山県道192号服部停車場線（おかやまけんどう192ごう はっとりていしゃじょうせん）は、岡山県総社市を通る一般県道である。

## 概要
JR西日本吉備線服部駅と国道180号を結ぶ。
最小幅員2.5 m、重量規制6 tという規制がかけられており、大型車の通行は困難である。終点には押しボタン式信号機（点滅式）しかない。
2011年（平成23年）8月23日、これまでの道より東側の岡山県立大学横に片側一車線の新道（県道服部停車場線バイパス）が開通した。これまでの狭隘な道を利用するよりこちらを使用する方がよい。バイパスの南側は国道180号へ、北側は鬼ノ城方面へと伸びる市道に接続し、岡山県道271号総社足守線に至る。

### 路線データ
- 起点：岡山県総社市南溝手（JR西日本吉備線 服部駅前）
- 終点：岡山県総社市南溝手（服部駅入口交差点、国道180号交点）

## 地理

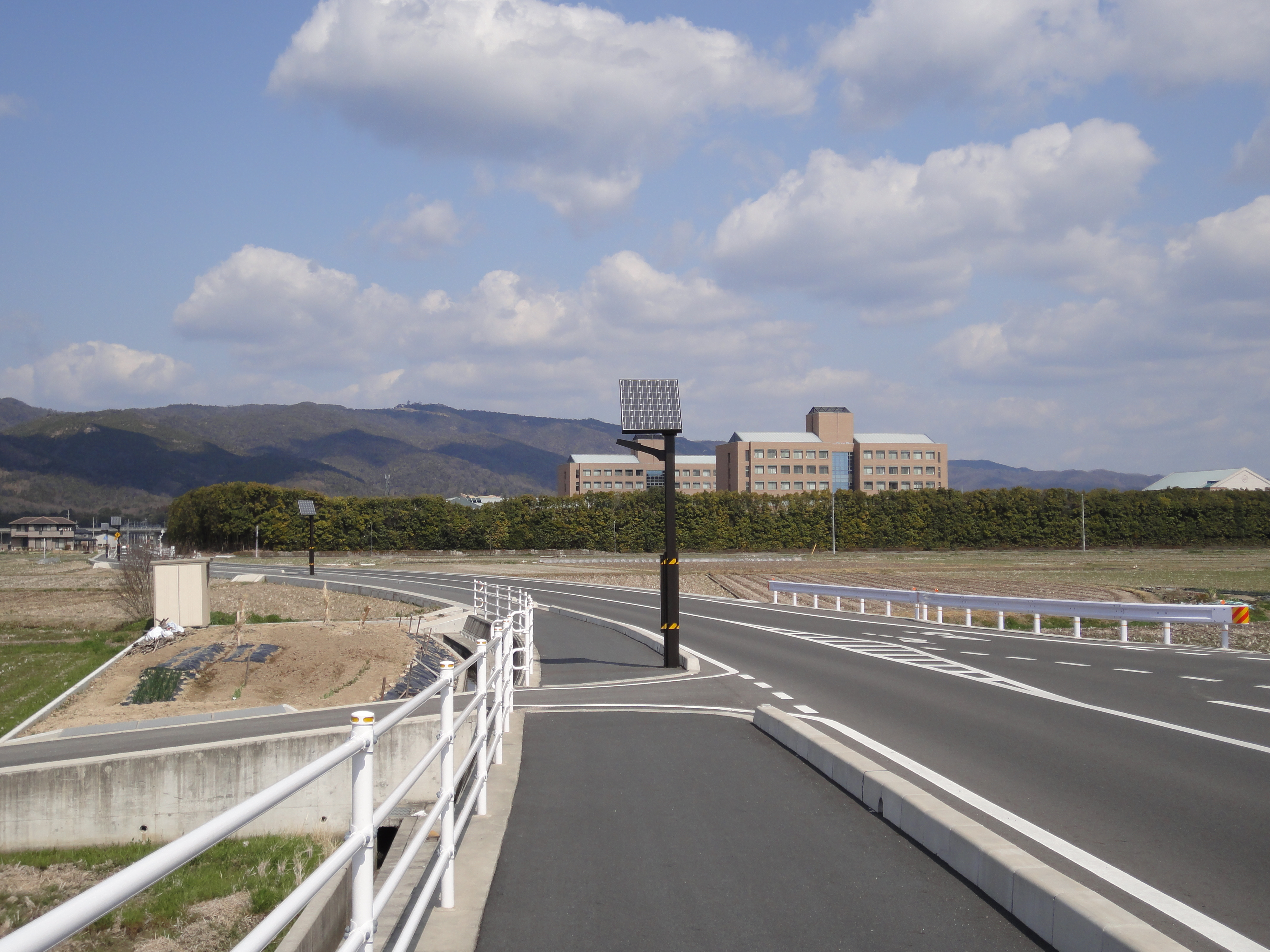
2011年に開通した新道。奥に見える建物は岡山県立大学。

### 通過する自治体
- 総社市

### 交差する道路
| 交差する道路 | 交差する場所 | 交差する場所            |
| ------------ | ------------ | ----------------------- |
| 国道180号    | 南溝手       | 服部駅入口交差点 / 終点 |

### 沿線
- JR西日本吉備線 服部駅
- 岡山県立大学